# Hewelsfield
Hewelsfield est un village du Gloucestershire, en Angleterre.